# Google トーク
Google トーク（グーグルトーク、英: Google Talk）は、Googleが2005年8月24日（日本語版は2006年5月16日）に公開したインスタントメッセンジャーである。

## 概要
XMPPプロトコルをベースにしており、PidginやiChat等のXMPP互換クライアントを利用して接続することも可能である。
インスタントメッセンジャーの中では比較的シンプルなデザインになっている。Google トーク ガジェットによってクライアントをインストールせずWebブラウザ上からも利用できるようになった。
英語版の最新版ではボイスチャット機能やファイル送信機能が追加されている。
Gmailと連携していてGmailの操作画面でGoogleトークのユーザーとメッセージのやり取りが出来る。
2013年5月にGoogle+ ハングアウトと入れ替わる形でサービス終了した。

## 機能
メッセージのやり取り以外の機能としては、Gmailの新着メールをタスクトレイで通知してくれるアラート機能がある。Windows Mobile・iOSやBlackBerry, Androidといったスマートフォン上で利用することも可能である。Android・BlackBerryにおいては、プッシュ型でメッセージが着信する。

## Labs Edition
Google Labsは「Google Talk Labs Edition」と呼ばれる新バージョンをリリースしている。これはファイル共有機能やボイスチャット機能、新着メール通知機能の刷新、グループチャットやプライベートチャットのタブ化といった安定版にない新機能を備えており、インストールにはFlash Playerが必要となる。Labs Editionはこれが一般利用向けではないことを意味している。また、Labs EditionはGoogle Updateによる更新サービスの対象に含まれる。2009年12月現在、インタフェースは日本語化されていない。

## Windows 7での問題
Windows 7上での利用には多くの問題があり、結果としてGoogleトークやOSそのものがクラッシュまたはフリーズしてしまうとの報告がフォーラムにある。「アプリケーション互換モード」を有効にしてもこの問題には効果が無く、Labs Editionを利用することでいくらか改善が見られるものの、完全ではない。Windows 7ではWebブラウザ版のボイスチャットおよびビデオチャットにおいても同様の問題がフォーラムに報告されている。